# Meinwerk

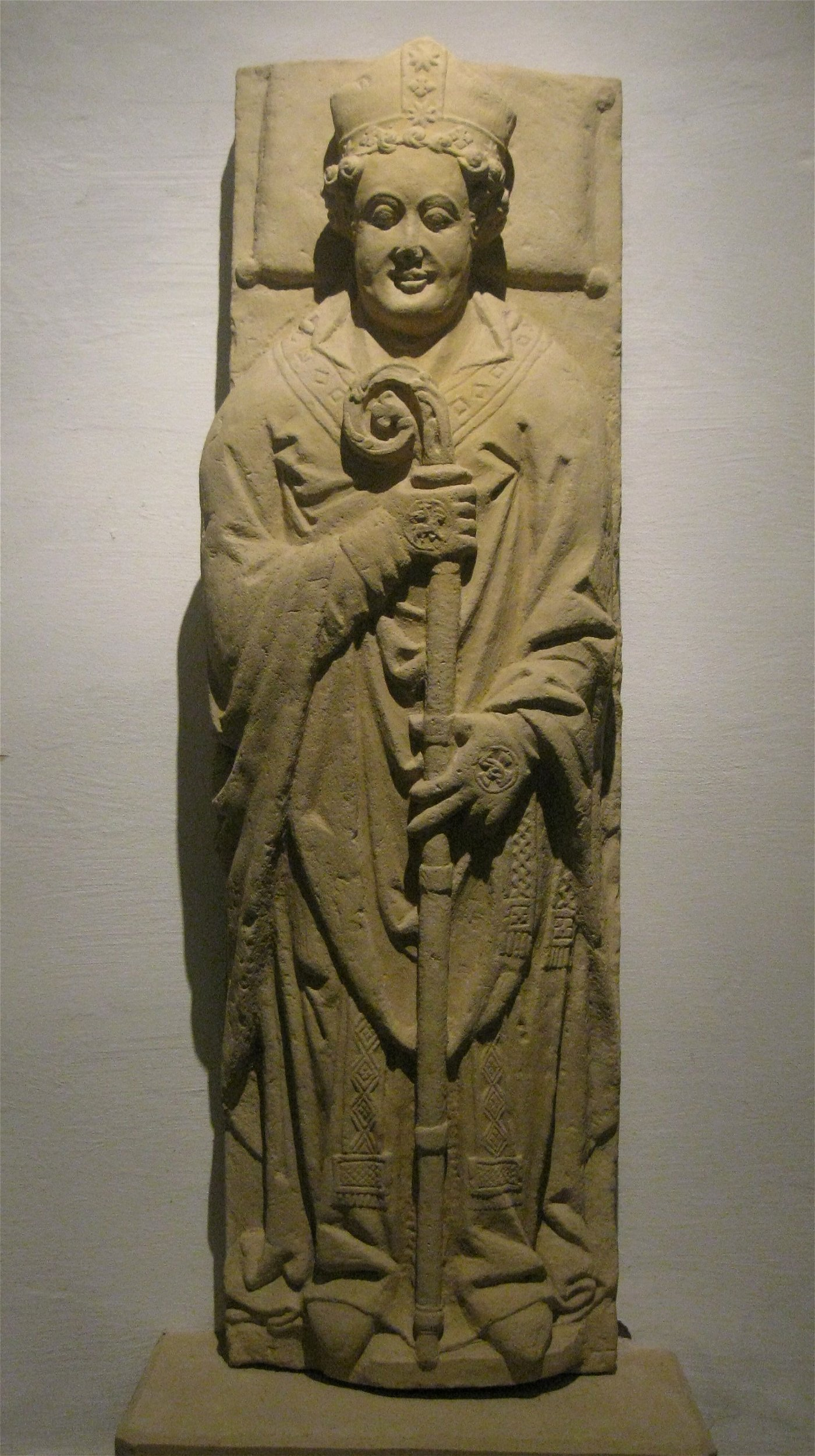
Deksel sarcofaag van Meinwerk

Meinwerk (verm. Renkum, rond 975 - Paderborn, 5 juni 1036) was bisschop van Paderborn en werd later heilig verklaard.
Meinwerk was een zoon van graaf Immed IV en diens vrouw Adela van Hamaland. Meinwerks vermoedelijke zuster Emma (-3 december 1038) was de vrouw van Liudger, de zoon van Herman Billung.
Als jongere zoon was Meinwerk voorbestemd om geestelijke te worden. Hij bezocht de domscholen in Halberstadt en Hildesheim, waar de latere koning en keizer Hendrik II van het Heilige Roomse Rijk zijn medescholier was. Vervolgens werd hij kanunnik aan de Dom van Halberstadt. In 1001 wordt hij voor het eerst als kapelaan van keizer Otto III genoemd. Hendrik II benoemde Meinwerk na Otto's dood tot zijn eigen hofkapelaan. Na de dood van de bisschop van Paderborn, Retharius, benoemde hij Meinwerk tot diens opvolger. Hij ontving de bisschopswijding op 13 maart 1009 in de palts te Goslar door Willigis, de aartsbisschop van Mainz.
Zijn benoeming tot bisschop berustte enerzijds op zijn nauwe relatie met Hendrik II en anderzijds op de grote nalatenschap die hij van zijn ouders ten deel viel. Het relatief arme bisdom Paderborn profiteerde hier ook van mee. Meinwerk herbouwde de Dom van Paderborn (wijding in 1015), stichtte het klooster Abdinghof en het stift Busdorf en hervormde de kerkelijke organisatie in zijn bisdom.
Als rijksvorst vormde hij een belangrijke steun voor de politiek van de keizer. Hij nam geregeld deel aan rijksvergaderingen, hofdagen en bisschoppelijke synoden. Driemaal ging hij in het koninklijk gevolg mee naar Rome, waar hij ooggetuige was van de kroning tot keizer van Hendrik II in 1014 en van Koenraad II in 1027.
De keizers toonden Meinwerk hun dankbaarheid door regelmatig zijn bisdom te bezoeken en hem grote delen van de graafschappen van Haold II en Dodiko over te dragen, toen deze na hun dood in respectievelijk 1011 en 1020  ter beschikking kwamen. Hendrik II bezocht Paderborn en de daar gelegen palts zeven maal, Koenraad II zelfs acht maal, beiden vooral op kerkelijke hoogfeesten.
Kort na de wijding van het door hem gestichte klooster Busdorf in mei 1036 stierf Meinwerk op 5 juni van dat jaar. Hij werd begraven in de kapel van Abdinghof, dat hij in 1014 had gesticht. Toen dat klooster in 1810 werd opgeheven, werd zijn sarcofaag naar de kerk van Busdorf overgebracht. Daar bevindt deze zich op het hoogkoor. Een deel van zijn beenderen werd in 1936 in de crypte van de Dom van Paderborn onder een grafsteen herbegraven. In de Rooms-Katholieke Kerk wordt Meinwerk als heilige vereerd. Zijn gedenkdag valt op zijn sterfdag, 5 juni.
Meinwerks leven werd in 1165 beschreven door abt Koenraad van Abdinghof (1142 en 1173) in de Vita Meinwerci, die een belangrijke bron is voor de gebeurtenissen in de laatste jaren van de Liudolfingen.